# Jeanne Pruett
Jeanne Pruett (* 30. Januar 1937 als Norma Jean Bowman in Pell City, Alabama) ist eine US-amerikanische Country-Sängerin und -Songwriterin, die vor allem in den 1970er und frühen 1980er Jahren erfolgreich war. Pruett hatte 25 Hits in den Country-Charts von Billboard. Bis heute ist sie allerdings vor allen Dingen dank des Klassikers Satin Sheets in Erinnerung geblieben. Der Song führte die Country-Single-Charts 1973 drei Wochen lang an und verhalf ihr zu einer Mitgliedschaft in der Grand Ole Opry.

## Biografie
Pruett wuchs in einer großen Familie auf, mit der sie schon in Kindertagen auftrat. Sie lernte darüber hinaus mehrere Musikinstrumente. Mitte der 1950er Jahre heiratete sie den Gitarristen Jack Pruett. Bald darauf zog das Paar nach Nashville, dem Zentrum der kommerziellen Country-Musik, wo er als Gitarrist für Marty Robbins engagiert wurde. In den frühen 1960er Jahren widmete sich Pruett dem Schreiben eigener Lieder. Ihr Material wurde von Robbins gehört, der ihre frühen Werke wie The Fastest Gun Around aufnahm. Dies verhalf ihr 1963 zu ihrem ersten Plattenvertrag bei RCA Victor. Die hier veröffentlichten Singles hatten keinen Erfolg. Ein paar Jahre später erhielt Pruett bei Decca eine zweite Chance. Auf diesem Label wurde Hold on to My Unchanging Love 1971 ihre erste Platzierung in den Country-Charts. Pruetts erstes Studioalbum Love Me wurde im folgenden Jahr veröffentlicht.
1973 nahm Pruett ihren größten Hit Satin Sheets auf, der nicht nur Platz eins der Country-Charts erreichte, sondern auch die Top 30 der Pop-Charts. Das gleichnamige Album führte die Charts der Country-Alben acht Wochen lang an. Pruett wurde für mehrere wichtige Auszeichnungen der Academy of Country Music and Country Music Association nominiert. Im Juli desselben Jahres wurde sie außerdem zum Mitglied der Grand Ole Opry ernannt. Nach Satin Sheets hatte sie weitere Hits mit den Liedern I'm Your Woman und You Don't Need to Move a Mountain. Parallel dazu nahmen auch andere Country-Kolleginnen wie Tammy Wynette, Loretta Lynn oder Diana Trask ihrerseits eine Version von Satin Sheets auf. Viele Jahre später folgten Dolly Parton oder Martina McBride. Anfang 1974 wurde Pruett zweifach bei den Billboard Country Awards als Sängerin des Jahres und für das beste Album ausgezeichnet.
Während der 1970er Jahre veröffentlichte Pruett weitere Platten, allerdings mit abnehmenden Erfolg. 1980 kehrte Pruett mit ihrem fünften Studioalbum zurück, das an die vorherigen Erfolge anknüpfen konnte. Die Platte brachte drei Songs hervor, die zu Top-Ten-Hits in den Country-Charts wurden, Back to Back, Temporarily Yours und It’s Too Late. Dennoch wechselte Pruett in den folgenden Jahren immer wieder das Label, konnte aber nur noch kleinere Erfolge landen. 1983 hatten sie und ihr alter Freund Marty Robbins mit einer Neuaufnahme von Love Me einen kleinen Duett-Hit. Letztmals war sie 1987 in den Country-Charts platziert.
Ihre sechste (und letzte) Studioveröffentlichung war 1985 ein selbst betiteltes Werk. Im folgenden Jahr war sie Teil des ersten rein weiblichen Segments der Grand Ole Opry. 1986 veröffentlichte Pruett das erste in einer Reihe von Kochbüchern mit dem Titel Feedin' Friends. In dieser Zeit moderierte sie auch ihre eigene Kochshow im The Nashville Network. Pruett trat noch bis in die frühen 2000er Jahre auf, bevor sie 2006 offiziell in den Ruhestand trat.
2017 veröffentlichte sie ihre Autobiografie Miss Satin Sheets I Remember.

## Diskografie

### Studioalben
| Jahr | Titel              | Höchstplatzierung, Gesamtwochen, AuszeichnungChartplatzierungen (Jahr, Titel, Platzierungen, Wochen, Auszeichnungen, Anmerkungen) | Höchstplatzierung, Gesamtwochen, AuszeichnungChartplatzierungen (Jahr, Titel, Platzierungen, Wochen, Auszeichnungen, Anmerkungen) | Anmerkungen |
| Jahr | Titel              | US | Country | Anmerkungen |
| ---- | ------------------ | --- | --- | ----------- |
| 1973 | Satin Sheets       | US122 (9 Wo.)US | Country1 (31 Wo.)Country | MCA         |
| 1974 | Jeanne Pruett      | — | Country19 (15 Wo.)Country | MCA         |
| 1975 | Honey on His Hands | — | Country48 (4 Wo.)Country | MCA         |
| 1979 | Encore!            | — | Country18 (37 Wo.)Country | IBC         |

Weitere Studioalben
- 1972: Love Me (Decca)
- 1985: Jeanne Pruett (Dot)

### Livealben
- 1982: Audiograph Alive (Audiograph)

### Kompilationen
- 1975: Welcome to the Sunshine
- 1982: Star Studded Nights
- 1998: Satin Sheets: Greatest Hits

### Singles
| Jahr | Titel Album                                                  | Höchstplatzierung, Gesamtwochen, AuszeichnungChartplatzierungen (Jahr, Titel, Album, Platzierungen, Wochen, Auszeichnungen, Anmerkungen) | Höchstplatzierung, Gesamtwochen, AuszeichnungChartplatzierungen (Jahr, Titel, Album, Platzierungen, Wochen, Auszeichnungen, Anmerkungen) | Anmerkungen       |
| Jahr | Titel Album                                                  | US | Country | Anmerkungen       |
| ---- | ------------------------------------------------------------ | --- | --- | ----------------- |
| 1971 | Hold to My Unchanging Love Love Me                           | — | Country66 (6 Wo.)Country |                   |
| 1972 | Love Me                                                      | — | Country34 (23 Wo.)Country | mit Marty Robbins |
| 1972 | Call on Me Love Me                                           | — | Country64 (3 Wo.)Country |                   |
| 1972 | I Forgot More Than You’ll Ever Know (About Him) Love Me      | — | Country60 (6 Wo.)Country |                   |
| 1973 | Satin Sheets                                                 | US28 (16 Wo.)US | Country1 (18 Wo.)Country |                   |
| 1974 | You Don’t Need to Move a Mountain Jeanne Pruett              | — | Country15 (14 Wo.)Country |                   |
| 1974 | Welcome to the Sunshine (Sweet Baby Jane) Honey on His Hands | — | Country22 (15 Wo.)Country |                   |
| 1974 | Just Like Your Daddy Honey on His Hands                      | — | Country25 (12 Wo.)Country |                   |
| 1975 | Honey on His Hands                                           | — | Country41 (9 Wo.)Country |                   |
| 1975 | A Poor Man’s Woman Honey on His Hands                        | — | Country24 (13 Wo.)Country |                   |
| 1975 | My Baby’s Gone                                               | — | Country77 (7 Wo.)Country |                   |
| 1976 | I’ve Taken                                                   | — | Country41 (8 Wo.)Country |                   |
| 1977 | I’m Living a Lie                                             | — | Country30 (10 Wo.)Country |                   |
| 1977 | She’s Still All Over You                                     | — | Country85 (4 Wo.)Country |                   |
| 1978 | I’m a Woman                                                  | — | Country94 (3 Wo.)Country |                   |
| 1979 | Please Sing Satin Sheets for Me Encore!                      | — | Country54 (8 Wo.)Country |                   |
| 1979 | Back to Back Encore!                                         | — | Country6 (16 Wo.)Country |                   |
| 1980 | Temporarily Yours Encore!                                    | — | Country5 (15 Wo.)Country |                   |
| 1980 | It’s Too Late                                                | — | Country9 (14 Wo.)Country |                   |
| 1981 | Sad Ole Shade of Grey                                        | — | Country81 (3 Wo.)Country |                   |
| 1983 | Lady of the Eighties                                         | — | Country73 (3 Wo.)Country |                   |
| 1987 | Rented Room Jeanne Pruett (1985)                             | — | Country81 (3 Wo.)Country |                   |

Weitere Singles
- 1963: Another Heart to Break
- 1963: The Things I Don't Know
- 1964: As a Matter of Fact
- 1968: One Day Ahead of My Tears
- 1969: Make Me Feel Like a Woman Again
- 1970: At the Sight of You
- 1970: King Size Bed
- 1973: I’m Your Woman
- 1976: Sweet Sorrow
- 1976: I’m Not Girl Enough to Hold You
- 1978: I Guess I’m That Good At Being Bad
- 1981: I Ought to Feel Guilty
- 1982: Star Studded Nights
- 1983: We Came So Close